# Ґентоме
Ґентоме (пол. Gętomie, нім. Gentomie) — село в Польщі, у гміні Можещин Тчевського повіту Поморського воєводства.
Населення — 120 осіб (2011).
У 1975-1998 роках село належало до Гданського воєводства.

## Демографія
Демографічна структура станом на 31 березня 2011 року:
|          | Загалом | Допрацездатний вік | Працездатний вік | Постпрацездатний вік |
| -------- | ------- | ------------------ | ---------------- | -------------------- |
| Чоловіки | 62      | 16                 | 41               | 5                    |
| Жінки    | 58      | 13                 | 30               | 15                   |
| Разом    | 120     | 29                 | 71               | 20                   |